# MG Kvis-Wilier/2014
Deze pagina geeft een overzicht van de MG Kvis-Wilier-wielerploeg in 2014.

## Algemeen
Manager: Ettore Renato Barzi
Ploegleider(s): Andrea Giacomin, Marco Milesi, Angelo Baldini
Fiets: Wilier

## Renners
| Naam                                | Geboortedatum | Nationaliteit    | Ploeg 2013                |
| ----------------------------------- | ------------- | ---------------- | ------------------------- |
| Daniele Aldegheri                   | 05-02-1990    | Italië           | Christina Watches-Onfone  |
| Liam Bertazzo                       | 17-02-1992    | Italië           |                           |
| Carlo Brugnotto                     | 05-03-1995    | Italië           | Neo                       |
| Matteo Busato                       | 20-12-1987    | Italië           |                           |
| Luca Chirico                        | 16-07-1992    | Italië           |                           |
| Ricardo Tomas Creel (vanaf 1-6)     | 07-02-1992    | Verenigde Staten |                           |
| Juan Ignacio Curuchet               | 06-07-1993    | Argentinië       |                           |
| Christian Delle Stelle (vanaf 16-5) | 24-02-1989    | Italië           | Bardiani Valvole-CSF Inox |
| Lorenzo Di Remigio                  | 12-02-1992    | Italië           |                           |
| Riccardo Donato                     | 02-02-1994    | Italië           |                           |
| Mattia Frapporti                    | 02-07-1994    | Italië           |                           |
| Rino Gasparrini                     | 08-04-1992    | Italië           |                           |
| Andrei Nechita                      | 29-05-1988    | Roemenië         |                           |
| Lorenzo Rota                        | 23-05-1995    | Italië           | Neo                       |
| Gianluca Vecchio                    | 20-06-1994    | Italië           |                           |

## Overwinningen
Nationale kampioenschappen
 Roemenië, Wegrit, Elite: Andrei Nechita
Ronde van Táchira
1e etappe: Rino Gasparrini
Ronde van Slowakije
4e etappe: Christian Delle Stelle
Ronde van Servië
1e etappe: Liam Bertazzo
Kreiz Breizh Elites
Eindklassement: Matteo Busato
Ploegenklassement
2014 · 
2015 · 
2016 · 
2017